# Sur la route à jamais
Pour plus de détails, voir Fiche technique et Distribution.
Sur la route à jamais (無宿者, Mushukumono) est un film japonais réalisé par Kenji Misumi et sorti en 1964.

## Synopsis
Ipponmatsu et Yaichirō sont deux rōnin qui voyagent ensemble. Le premier, vaillant et intrépide, cherche à venger la mort de son père. Le second, pleutre, est à la recherche du sien.

## Fiche technique
- Titre : Sur la route à jamais[1]
- Titre original : 無宿者 (Mushukumono?)
- Réalisation : Kenji Misumi
- Scénario : Seiji Hoshikawa (ja)
- Photographie : Chikashi Makiura (ja)
- Musique : Sei Ikeno
- Décors : Akira Naitō (ja)
- Montage : Kanji Suganuma (ja)
- Société de production : Daiei
- Pays de production :  Japon
- Langue originale : japonais
- Format : couleur — 2,35:1 — 35 mm — son mono
- Genres : chanbara ; jidai-geki
- Durée : 89 minutes (métrage : neuf bobines - 2 422 m[2])
- Dates de sortie :
  - Japon : 8 août 1964[2]

## Distribution
- Raizō Ichikawa : Ipponmatsu
- Jun Fujimaki (ja) : Yaichirō Kuroki
- Eiko Taki (ja) : Osei
- Mikiko Tsubouchi (ja) : Haru
- Kenjirō Ishiyama (ja) : Genshichi
- Sōnosuke Sawamura (ja) : Namizō Sanshûya
- Tōru Abe : Jūbei Shimaya

## Autour du film
Sur la route à jamais est un chanbara hanté par la figure paternelle, où la science de l'écran large, du surcadrage et du montage de Kenji Misumi fait merveille. Le scénario propose de nombreux renversements de situation et un formidable combat final en bord de mer.